# Babonožići
Babonožić (Babonosich, Babonossych), hrvatska plemićka obitelj od roda Mogorovića, koja se spominje u izvorima do 1452. godine u okolici Zadra, a potom u Donjem Žažićnu u Lici. Godine 1497. spominje se Miklouš Babonožić kao član plemenskog suda tog roda. U Cetingradskoj povelji, izdanoj 1. siječnja 1527. godine povodom izbora austrijskog nadvojvode Ferdinanda Habsburškog za kralja Hrvatske, navodi se kao jedan od potpisnika i Nikola Babonožić. Isti je potpisan i u zaključku Hrvatskog sabora iz 1533. godine.
Poslije osmanskog osvajanja Like 1527. godine, Babonožići su u službi Zrinskih i Frankapana na čijim su se posjedima naselili. Ivan Babonožić je bio zabilježen 1545. i 1550. godine kao kaštelan grada Steničnjaka, koji je bio u vlasništvu Frankapana Slunjskih. Također je bio zabilježen i 1556. godine kao sudac u podjeli imanja Šubića Peranskih u Perni. Godine 1592. Gašpar Babonožić je bio zapovjednik grada Izačića. U 17. stoljeću spominju se među vazalima Zrinskih Gabro i Baltazar Babonožić.  Vjerojatno su izumrli do početka 18. stoljeća, jer se tada više ne pojavljuju u povijesnim izvorima.